# Virus Tây sông Nile
Virus Tây sông Nin là một loại virus RNA sợi đơn gây sốt Tây sông Nile. Nó là một thành viên của họ Flaviviridae, đặc biệt từ chi Flavivirus, cũng chứa virus Zika, virus sốt xuất huyết và virus sốt vàng. Virus West Nile chủ yếu lây truyền qua muỗi, chủ yếu là các loài thuộc chi Culex. vật chủ chính của virus này là các loài chim, do đó virut vẫn nằm trong chu kỳ lây truyền "chim-muỗi-chim".

## Cấu trúc
Giống như hầu hết các flavirus khác, WNV là một loại virut có vỏ bọc đối xứng 20 mặt. Tái tạo hình ảnh và kính hiển vi cryoelectron cho thấy virion 45-50 được bao phủ bởi lớp vỏ protein tương đối mịn; cấu trúc này tương tự như virus sốt xuất huyết, một loại Flavivirus khác.. Vỏ protein được tạo thành từ hai protein cấu trúc: glycoprotein E và protein màng nhỏ M. Protein E có nhiều chức năng bao gồm liên kết với thụ thể, gắn virus và xâm nhập vào tế bào thông qua phản ứng tổng hợp màng. 